# إيما هارتمان
إيما هارتمان (بالدنماركية: Emma Hartmann) هي ملحنة دنماركية، ولدت في 22 أغسطس 1807 في كوبنهاغن في الدنمارك، وتوفي بنفس المكان في 6 مارس 1851.

## وصلات خارجية
- إيما هارتمان على موقع ميوزك برينز (الإنجليزية)